# Mike Lowry
Michael Edward Lowry (8 mars 1939 - 1er mai 2017) est un homme politique américain qui est le 20e gouverneur de Washington de 1993 à 1997. Sa carrière politique prend fin lorsque sa secrétaire de presse adjointe, Susanne Albright, porte des accusations d'inconduite sexuelle contre lui. Membre du Parti démocrate, Lowry est représentant des États-Unis pour le 7e district du Congrès de Washington de 1979 à 1989 et se présente sans succès au Sénat américain en 1983 et 1988.

## Jeunesse
Lowry nait et grandit à St. John, Washington, fils d'Helen (née White) et de Robert Lowry. Il est diplômé de l'Université d'État de Washington en 1962.

## Carrière politique
Lowry a une brève carrière au Sénat de l'État de Washington et en tant que lobbyiste pour Group Health Cooperative, avant d'être élu au Conseil du comté de King en 1975. Il est élu à la Chambre des représentants des États-Unis du septième district du Congrès de Washington en 1978, où il siège jusqu'en 1989.
Lowry se présente à deux reprises, sans succès, au Sénat des États-Unis. Lors d'une élection spéciale en 1983, il est battu par l'ancien gouverneur républicain Dan Evans, alors sénateur nommé et titulaire, dans une course pour remplacer le démocrate Henry « Scoop » Jackson. En 1988, il perd contre Slade Gorton, également républicain, dans une élection serrée. Lowry commence ensuite à travailler à l'Université de Seattle et dans un groupe environnemental.

## Gouverneur de Washington (1993-1997)
Lowry est élu gouverneur en 1992 et n'exerce qu'un seul mandat. Sa principale initiative politique est un système d’assurance maladie à l’échelle de l’État avec des primes basées sur la capacité de payer. Il choisit de ne pas se représenter à cause d'un scandale de harcèlement sexuel dans lequel sa secrétaire de presse adjointe, Susanne Albright, l'accuse d'avoir fait des remarques inappropriées et de l'avoir caressée. Il est candidat malheureux au poste de commissaire des terres publiques en 2000 et participe ensuite activement à la construction de logements abordables pour les travailleurs agricoles migrants de Washington.

## Vie privée

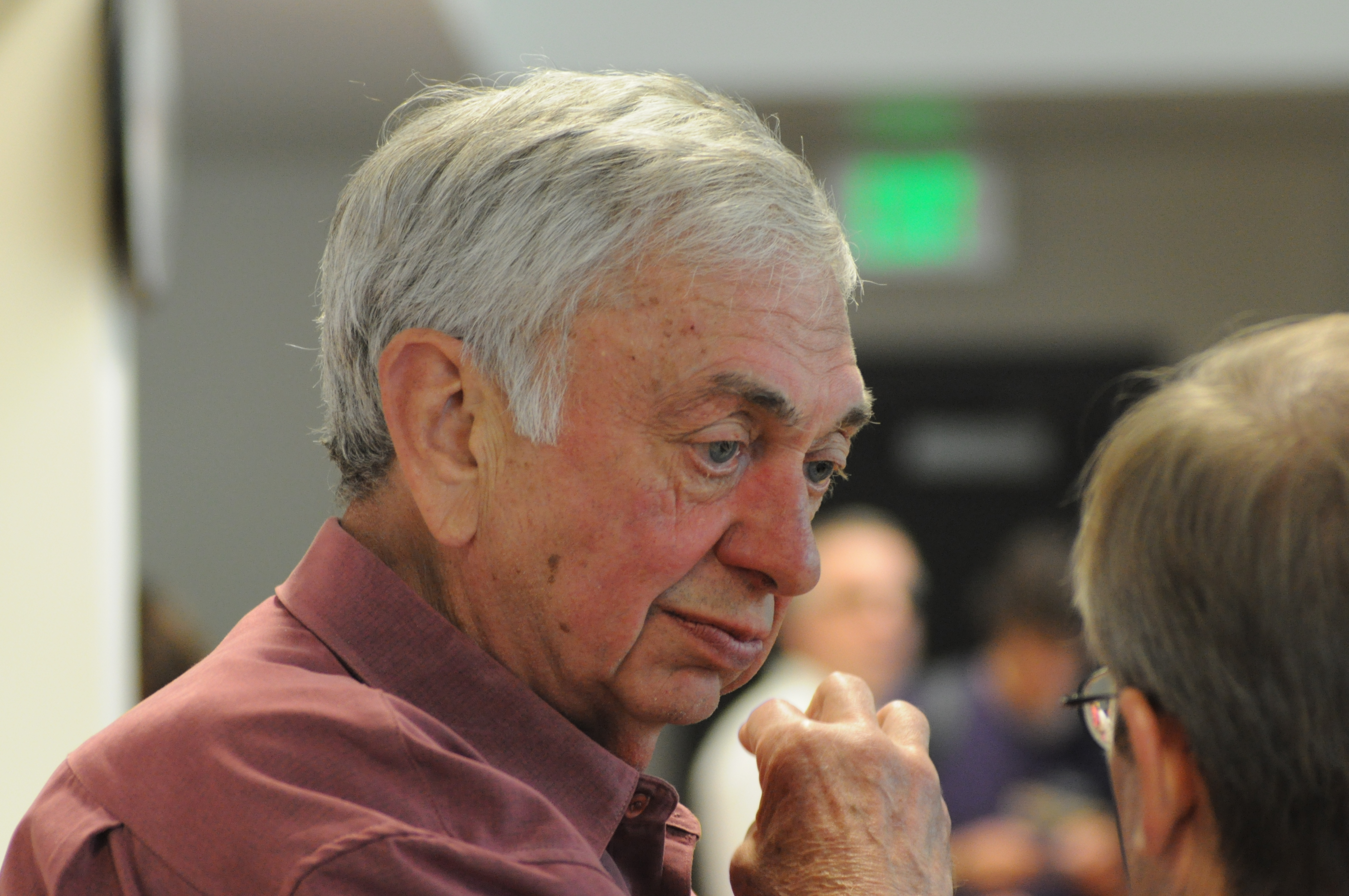
Lowry en 2009

Lowry épouse Mary Carlson en 1968 et ils ont une fille. Il est décédé des suites d'un accident vasculaire cérébral le 1er mai 2017, à l'âge de 78 ans,.
Au cours de la carrière de Lowry, il a souvent été comparé à Yasser Arafat par les médias et les opposants politiques de l'État de Washington, en raison d'une similitude perçue dans l'apparence physique entre les deux. Selon certains rapports, Lowry aurait rasé la barbe qu'il portait auparavant spécifiquement pour éviter les comparaisons,,.